# Exocentrus coronatus
Exocentrus coronatus là một loài bọ cánh cứng trong họ Cerambycidae.